# マイケル・S・ガザニガ
マイケル・S・ガザニガ（Michael S. Gazzaniga、1939年12月12日 - ）は、アメリカ合衆国の心理学者。カリフォルニア大学サンタバーバラ校心理学教授。同校の SAGE Center for the Study of the Mind 代表。認知神経科学の分野の指導的な研究者の一人。

## 略歴
1961年、ダートマス大学を卒業。1964年、カリフォルニア工科大学で指導教官ロジャー・スペリーの元でPh.D.を取得（心理生物学）。ガザニガは多数のサルを使った動物実験や人間の分離脳患者を研究し、脳の左右の大脳半球間の通信および側性化の研究に貢献した。
カリフォルニア大学デイヴィス校、ダートマス医科大学、コーネル大学メディカル・カレッジ、ニューヨーク州立大学ストーニーブルック校、ニューヨーク大学大学院、カリフォルニア大学サンタバーバラ校で研究・教育を行った。
1993年に認知神経学会（Cognitive Neuroscience Society）を設立。カリフォルニア大学デイヴィス校とダートマス大学に認知神経科学センター（Centers for Cognitive Neuroscience）を設立し、若手研究者の育成に努めた。1989年に認知神経科学ジャーナル（en:Journal of Cognitive Neuroscience）の創刊を行った。ガザニガは当誌の名誉編集主幹。米国の大統領生命倫理委員会（en:President's Council on Bioethics）のメンバー。法と神経科学の関わりを研究する法・神経科学プロジェクト（Law and Neuroscience Project）の代表。
結婚して娘を5人、息子を1人もうけた。

## 著作
- 1991年 「マインド・マターズ―心と脳の最新科学」 騎虎書房 ISBN 4886932290
- 2006年 「脳のなかの倫理―脳倫理学序説」 梶山あゆみ訳 紀伊國屋書店 ISBN 4314009993
- 2010年 「人間らしさとはなにか?―人間のユニークさを明かす科学の最前線」 柴田裕之訳 インターシフト ISBN 4772695184
- 2014年 「〈わたし〉はどこにあるのか: ガザニガ脳科学講義」 藤井留美訳 紀伊國屋書店 ISBN 978-4314011211

## 文化的影響
ガザニガの研究はSF作家スタニスワフ・レム の作品『地球の平和』(1987年)の中で参照されている。